# Вебер, Карл Отто
Карл О́тто Ве́бер (нем. Karl Otto Weber; 29 декабря 1827, Франкфурт-на-Майне — 11 июня 1867, Гейдельберг), немецкий хирург.
Обучение проходил в Бонне и Париже. Профессор Гейдельбергского университета.

## Сочинения
Известны его сочинения:
- «Die Knochengeschwülste in anatomischer und praktischer Beziehung» (1886);
- «Chirurgische Erfahrungen und Untersuchungen» (1859)

и много работ в соч. Питы и Бильрота: «Handbuch d. allgem. und speziellen Chirurgie».

## Источник
- Вебер, Карл Отто // Энциклопедический словарь Брокгауза и Ефрона : в 86 т. (82 т. и 4 доп.). — СПб., 1890—1907.